# Fluidodinámica computacional

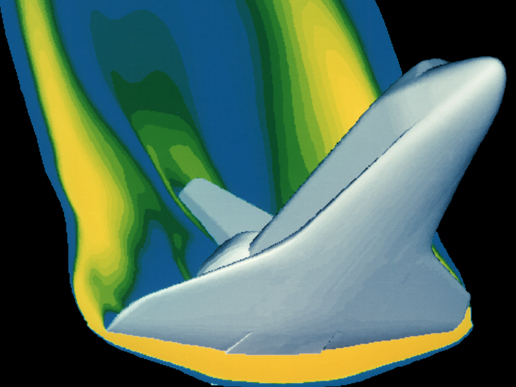
Una simulación por computador de un flujo de aire de alta velocidad alrededor de un transbordador espacial durante la reentrada

La fluidodinámica computacional o dinámica de fluidos computacional, frecuentemente abreviada como CFD (por sus siglas en inglés de Computational Fluid Dynamics), es una de las ramas de la mecánica de fluidos que utiliza métodos numéricos y algoritmos para resolver y analizar problemas sobre el flujo de fluidos. Los ordenadores son utilizados para realizar millones de cálculos requeridos para simular la interacción de los líquidos y los gases con superficies complejas proyectadas por la ingeniería. Aun con ecuaciones simplificadas y superordenadores de alto rendimiento, solo se pueden alcanzar resultados aproximados en muchos casos. La continua investigación, sin embargo, permite la incorporación de software que aumenta la velocidad de cálculo como así disminuye también el margen de error, al tiempo que permite analizar situaciones cada vez más complejas como los fluidos transónicos y los flujos turbulentos. La verificación de los datos obtenidos por CFD suele ser realizada en túneles de viento u otros modelos físicos a escala.
Uno de los padres de este método de análisis fue Suhas Patankar, que es actualmente profesor emérito de la Universidad de Minnesota.
El método consiste en discretizar una región del espacio creando lo que se conoce por una malla espacial, dividiendo una región del espacio en pequeños volúmenes de control. Después se resuelve en cada uno de ellos las ecuaciones de conservación discretizadas, de forma que en realidad se resuelve una matriz algebraica en cada celda de forma iterativa hasta que el residuo es suficientemente pequeño.